# Manuel L. Alonso
Manuel Luis Alonso (Zaragoza, 14 de abril de 1948), conocido como Manuel L. Alonso, es un escritor en lengua española. Ha publicado más de sesenta títulos de literatura infantil y juvenil que abarcan todos los géneros y franjas de edad.
Sus libros han recibido distinciones de diversos organismos internacionales, como los White Raven de Alemania, o la selección del Banco del Libro de Venezuela.
Los aventureros (Bruño), Las pelirrojas traen mala suerte (Alfaguara), La aventura del Zorro (Anaya), Rebelde (Anaya) y Tiempo de nubes negras (Anaya) llevan más de veinte ediciones respectivamente y más de cien mil ejemplares vendidos cada uno. En 2022, El impostor (Anaya) alcanza las treinta ediciones en español, además de las traducciones a distintos idiomas.
Dos de sus libros se utilizan en diferentes países europeos para el estudio del idioma español.
La novela Sepultura 13 (SM), que se publicó inicialmente en España, fue editada después en México para los lectores mexicanos, de Estados Unidos y de varios países de Centroamérica y Sudamérica.
Al mismo género -del thriller- pertenecen los títulos Te espero en el cementerio y Enemigo sin rostro, ambos publicados por SM. Se trata de libros para adolescentes y jóvenes adultos, que incluyen diferentes relatos de suspense y terror.
Publicado en 2024, Todos los niños, excepto uno (SM), es una historia con aventuras y humor donde los elementos fantásticos forman parte de la realidad cotidiana del protagonista. En 2025, aparece en la selección de libros recomendados por la Fundación Cuatrogatos de Miami, Estados Unidos.

## Premios
- Premio Altea (Consuelo está sola en casa)[3]
- Premio Jaén de Narrativa Juvenil 1995 (Las pelirrojas traen mala suerte)[3]
- Premio Protagonista Joven 1996 Generalidad de Cataluña (L'impostor)[4]
- Premio Librerio 1997 Junta de Andalucía (Vacaciones peligrosas)
- Premio Ala Delta 2005 (Rumbo Sur)[5]